# Omar Kossoko
Omar Kossoko (Mantes-la-Jolie, 10 marzo 1988) è un ex calciatore francese naturalizzato beninese, di ruolo attaccante.

## Carriera
Nella stagione 2011-2012 ha giocato 19 partite in Ligue 1 con l'Auxerre. Il 15 febbraio 2013 firma con il Servette fino alla fine della stagione con opzione per quella seguente dopo essersi allenato con la squadra ginevrina durante la pausa invernale. Fa il suo esordio con la squadra ginevrina il 23 febbraio 2013 allo Stade de Genève contro il Losanna, giocando da titolare per poi essere sostituito al 59' da Steven Lang. Il 3 marzo 2013 gioca la sua seconda partita ufficiale con la squadra ginevrina affrontando il Basilea, ma viene espulso dopo aver ricevuto una seconda ammonizione.

## Palmarès
- Coppa di Bulgaria: 1

Botev Plovdiv: 2016-2017